# Serie A 1953 (pallavolo femminile)
La Serie A femminile FIPAV 1953 fu l'8ª edizione del principale torneo pallavolistico italiano femminile organizzato dalla FIPAV.

## Regolamento e avvenimenti
Al torneo presero parte 5 squadre, che disputarono un girone unico all'italiana con gare di andata e ritorno da quattro set; era ammesso il pareggio. Per ogni vittoria vennero assegnati due punti, per ogni pareggio uno. La prima classificata al termine del torneo, l'Audax Modena, fu proclamata Campione d'Italia.

## Classifica
| Pos. | Squadra           | Pt | G | V | N | P | SV | SP |
| ---- | ----------------- | -- | - | - | - | - | -- | -- |
| 1.   | Audax Modena      | 16 | 8 | 8 | 0 | 0 | 24 | 2  |
| 2.   | Fari Brescia      | 7  | 8 | 3 | 1 | 4 | 14 | 15 |
| 3.   | Fari Bergamo      | 7  | 8 | 3 | 1 | 4 | 12 | 15 |
| 4.   | Libertas Trieste  | 7  | 8 | 3 | 1 | 4 | 12 | 16 |
| 5.   | Pavoniana Brescia | 3  | 8 | 1 | 1 | 6 | 6  | 20 |

| Campione d'Italia |

## Risultati

### Tabellone
|                   | Bergamo | Brescia Fari | Brescia Pavoniana | Modena | Trieste |
| ----------------- | ------- | ------------ | ----------------- | ------ | ------- |
| Bergamo           | XXX     | 3-1          | 3-0               | 1-3    | 3-0     |
| Brescia Fari      | 3-0     | XXX          | 2-2               | 1-3    | 3-1     |
| Brescia Pavoniana | 3-0     | 0-3          | XXX               | 0-3    | 1-3     |
| Modena            | 3-0     | 3-0          | 3-0               | XXX    | 3-0     |
| Trieste           | 2-2     | 3-1          | 3-0               | 0-3    | XXX     |

## Fonti
- Filippo Grassia e Claudio Palmigiano (a cura di). Almanacco illustrato del volley 1987. Modena, Panini, 1986.